# Клан О'Дохартайг

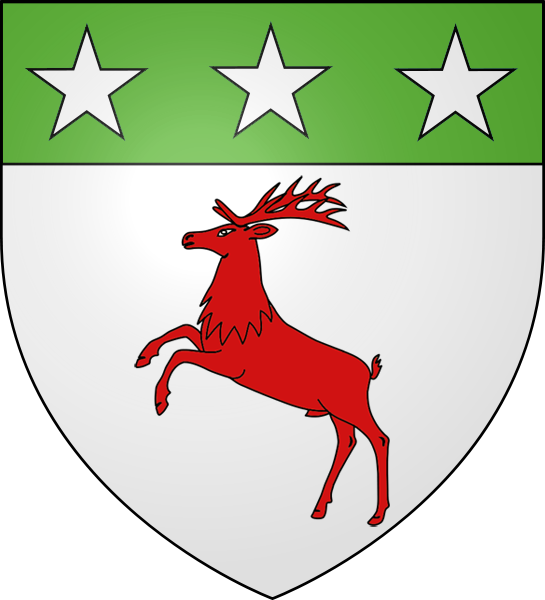
Герб вождів клану О’Дохерті.

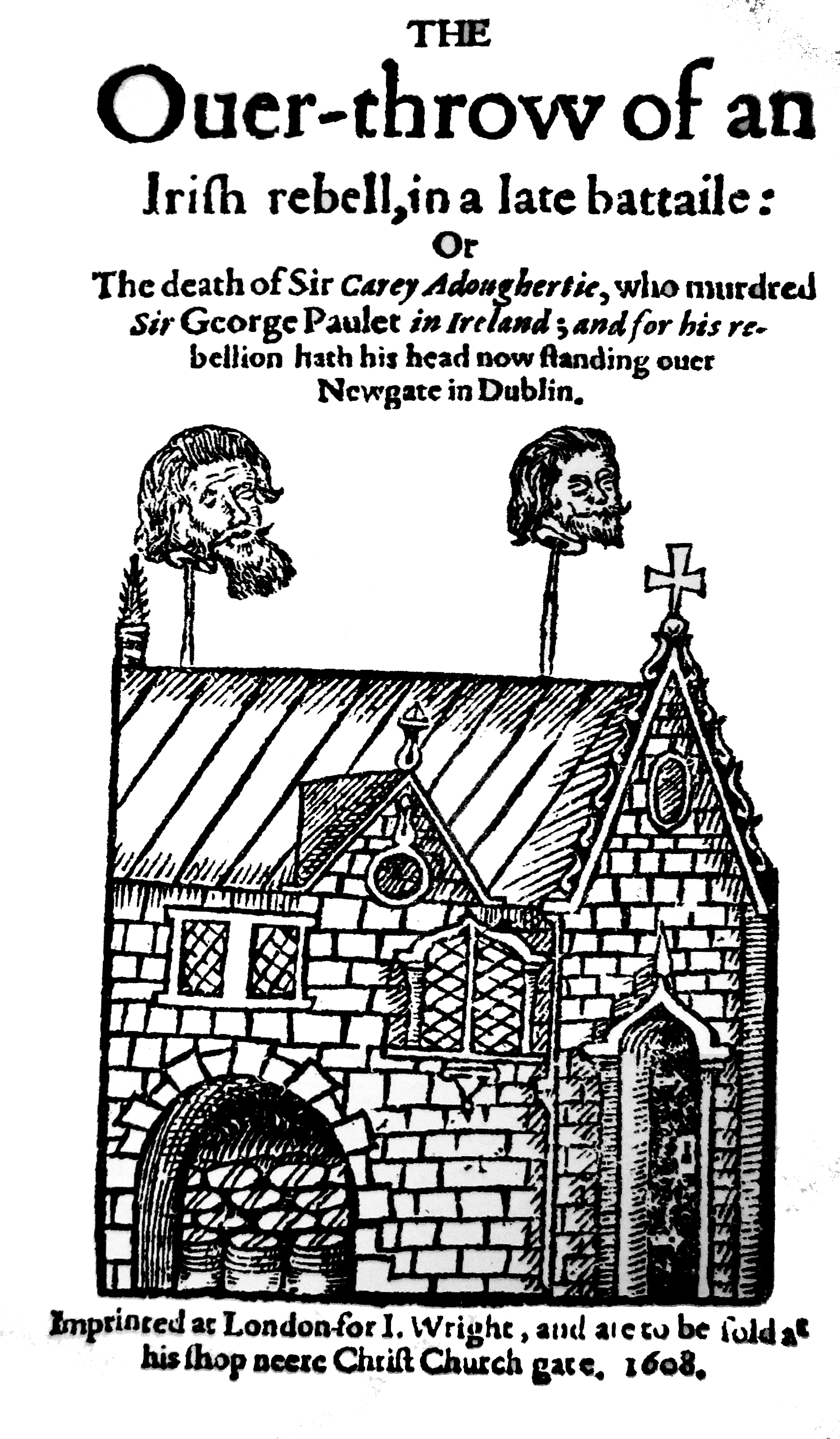
Страта ватажків повстання Феліма Ріабаха Мак Давітта (зліва) та Кахіра О’Догерті (справа). Дублін, Ньюгейт, 1608.

Клан О’Догерті (англ. – Clan O’Doherty, ірл. - Clann Ua Dochartaig, Clann Ó Dochartaigh, Clann Ní Dhochartaigh) – клан О’Догартайг, клан О’Догерті – один із ірландських кланів, володів землями на території нинішнього графства Донегол на півночі Ірландії в Ольстері. Клан поділяється на багато септ та гілок. Відомо більше 140 різних гілок клану. Історична резиденція вождя клану – замок Каррікабрагі. Клан походить від північних О’Нілів. 

## Варіації назв клану
- Чоловік – О’Догартайг (ірл. - Ó Dochartaigh)
- Дочка – Ні Догартайг (ірл. - Ní Dhochartaigh)
- Жінка (повністю) – Бан Ві Догартайг (ірл. - Bean Uí Dhochartaigh)
- Жінка (скорочено) - Ві Догартайг (ірл. - Uí Dhochartaigh)

## Походження
Назва клану О’Догерті виникла від імені Дохартаха (ірл. – Dochartach) – ірландського вождя Х століття, що походив з клану Кенел Конналл, що веде своє походження від верховного короля Ірландії Ніла Дев’яти Заручників. Загалом клан належав до однієї з гілок клану Ві Нейллів (О’Нілів). 

## Історія клану О'Догерті
Вожді клану обирались згідно закону Брегона (давньому ірландському кодексу законів). Пізніше вони володіли титулом лордів Інішоуен. Під час нескінченних війн між кланами та з англо-норманськими феодалами клан О’Догерті був витіснений з їхніх земель в долині Лагган, що в нинішньому графстві Донегол в район земель Мейк Лохланн – на півострови на північному узбережжі Ірландії. 
Після поразки ірландських повстанців в Дев’ятирічній війні і так званої «втечі графів» в 1607 році вождь клану О’Догерті – сер Кахір О’Догерті продовжив боротьбу і підняв нове повстання за свободу Ірландії. В історію воно ввійшло як «Повстання О’Догерті». Повстання було спровоковане англійським губернатором Джорджем Паулетом, що проводив політику конфіскації земель в ірландців та католиків і передачу цих земель англійським та шотландським протестантським колоністам. Кахір і його прибічники захоплювали замки, напали на місто Деррі. Але повстанці були розбиті в битві під Кілмакреннан. Після поразки клан втратив більшу частину своїх володінь. У 1784 році вождь клану О’Догерті покинув Ірландію. Відтоді клан не має вождів. 
У 1990 році уряд Ірландії запропонував кланам, що не мають вождів, обрати їх. На посаду вождя клану О’Догерті претендував Рамон О’Догерті, що жив в Іспанії. 
Деякий час на посаду вождя клану О’Догерті претендував Теренс МакКарті, але потім розгорівся скандал – виявилось, що його претензії на цю посаду безпідставні. Посада вождя клану так і лишилась вакантною. 
Сьогодні в багатьох районах Ірландії живуть люди з клану О’Догерті, що походять з півострова Інішоуен та з околиць міста Деррі. Люди клану О’Догерті є важливою частиною ірландської діаспори. Клан продовжує через добровільні організації вивчати свою історію та влаштовувати з’їзди клану. 
Асоціація клану О’Догерті була сформована в 1980 році шляхом співпраці американських та канадських ірландців. Центр асоціації знаходиться в штаті Мічиган. Асоціація мала свій штаб в Інч-Ісланд, графство Донегол, Ірландія в 1985 – 1999 роках, та в місті Бункрана в 1999 – 2007 роках. Після цього штаб перемістився в Мічиган. Асоціація має міжнародне визнання. 
З’їзди клану проводяться кожні 5 років починаючи з 1985 року. Організовує з’їзди Комітет ірландського зібрання клану О’Догерті. Особливе зібрання відбулось в липні 2008 року в пам’ять про Кахіра О’Догерті, що загинув за свободу Ірландії в 1608 році. З’їзд запланований на 23 липня 2020 року було відмінено в зв'язку з пандемією COVID-19. У 2005 році був знятий фільм «Коріння людини» («Подорож по Землі клану О’Догерті»). 
Низку замків в області Інішоуен називаються замками О’Догерті через те, що ними володів колись клан. 